# Вълнения по вълните (сериал)
„Вълнения по вълните“ (на английски: Stoked/Stōked) е канадски анимационен сериал, продуциран от „Фреш ТВ“. Сериалът дебютира на 25 юни 2009 г. и свършва на 26 януари 2013 г. Излъчва се по Телетун в Канада, ABC3 в Австралия и „Картун Нетуърк“ в САЩ. Сериалът е по идея на Дженифър Пърч и Том Макгилис, които също създадоха сериалите „На шестнадесет“ и „Остров Пълна драма“.

## В България
В България сериалът започва излъчване по локалната версия на Дисни Ченъл през 2010 г. с нахсинхронен дублаж, записан в студио „Доли“. Ролите се озвучават от Даниела Горанова, Лина Шишкова, Даниела Сладунова, Надя Полякова, Живка Донева, Цветан Ватев, Кирил Бояджиев, Анатолий Божинов, Явор Гигов и Иван Петков. Преводът е на Анита Златкова.